# Frente Islâmica de Libertação da Síria
A Frente Islâmica de Libertação da Síria (FILS; em árabe:  جبهة تحرير سوريا الإسلامية, Jabhat Tahrīr Sūriyā al-Islāmiyyah; também conhecido como  Frente de Libertação da Síria), foi uma coalizão de brigadas islâmicas rebeldes que lutaram contra o governo de Bashar al-Assad na Guerra Civil Síria. Ao fim de 2012, este grupo era considerado um dos maiores e mais fortes atuando dentro do território sírio, representando quase metade das forças regulares da oposição. A Frente tem uma ideologia voltada ao fundamentalismo islâmico de orientação sunita e ao salafismo. Eles defendem a instauração de um Estado sob a lei islâmica na Síria após a queda da família Assad do poder.
A 25 de novembro de 2013, o grupo afirmou que estava encerrando suas operações, com suas facções se juntando a outras organizações.